# Belton (Carolina del Sud)
Belton è una città di 4.683 abitanti degli Stati Uniti d'America situata nella contea di Anderson nello Stato della Carolina del Sud.